# ハイビジョン
ハイビジョン（Hi-Vision）は、日本における高精細度テレビジョン放送（High Definition television / HDTV）の愛称である。電気機械器具等を対象として、一般財団法人NHKエンジニアリングシステムが商標登録している。登録番号1363407他。

## 概要
NTSC標準テレビ放送に対し走査線が2倍以上あるため、高精細な画像である。画面の縦横比（アスペクト比）は人間の視野に合わせて標準（4:3） よりも横長（16:9）となる。
日本では2016年（平成28年）現在、2種類の放送規格がある。衛星放送（BS/110度CS）のデジタルハイビジョン（ISDB-S）と地上デジタルハイビジョン（ISDB-T）である。なおBSアナログハイビジョン（MUSE）は2007年（平成19年）9月30日に終了した。
かつてハイビジョンの画質は富裕層と趣味層のみが利用できたが、2010年代以降はデジタル化とコストダウンによって一般層もハイビジョンの画質を利用できるようになった。

## アナログハイビジョン
本格的な研究は1964年東京オリンピック後にNHK放送技術研究所で始められ、1972年（昭和47年）にはITU-R（当時はCCIR）に規格提案が行われた。
1976年（昭和51年）に世界初のハイビジョン30インチモニターが完成。1980年代に入って業務用テレビカメラ、高精細ブラウン管、ビデオテープレコーダ、編集制作機器などのハイビジョン映像信号対応機器が開発され実用化の準備が整い始めた。ハイビジョンの愛称もこの頃から使用され始めている。
1982年（昭和57年）5月に、世界初のハイビジョン制作番組となる『日本の美』と『HDTVのためのいろいろなイメージ』の2番組を制作。この年の大晦日には『NHK紅白歌合戦』を初めてハイビジョン収録。この時は実験の名目で収録し、1989年の第40回からは本格的にハイビジョン収録へ移行し現在に至る。
1984年（昭和59年）には、デジタル技術を用いて帯域圧縮を行い、放送衛星のトランスポンダ1波の伝送帯域でアナログ放送を行うMUSE方式（Multiple Sub-Nyquist-Sampling Encoding system）が開発され、これを用いたBS放送が1989年（平成元年）から実験放送として開始。音楽番組等に少数ながらも機材が投入されていった。さらに1991年（平成3年）からは試験放送が開始された。
また、MUSE方式を扱いハイビジョン画質に対応した家庭向けのビデオ機器（民生品）として、ハイビジョンLDが市販化された（ハイビジョンビデオカセットレコーダW-VHSはベースバンド方式のためMUSE方式ではない）。なお、実現はしなかったもののMUSEによる有料放送も計画されていた。その後、1996年（平成8年）のアトランタオリンピック開催時期に跨り、普及が図られたが、2000年（平成12年）までに受像機累計出荷195万台に留まった。
NHKは自ら開発したハイビジョン（1125/60 HDTV）とMUSEをHDTVの世界統一規格にすることを目指し、「高品位テレビ」の英訳として"High Definition Television"という言葉を使い、欧米で精力的な標準化活動を続けた。
当初NHKはハイビジョンのスクリーン・アスペクト比を5:3（1.67:1）のヨーロピアン・ビスタに近い値としていたが、規格統一の過程でアメリカン・ビスタ（1.85:1）との中間値に近い16:9（1.78:1）となった。

### アナログハイビジョンの概要

#### 1125/60 高精細度テレビジョン（HDTV）方式
- アスペクト比：16:9
- 総走査線：1,125本 / 有効 1,035本
  - 1ライン当たりの有効画素数：1,920（総画素数：2,200）に対して正方画素ではない。故にコンピュータ・グラフィック（CG）との相性に問題があり、ハリウッドのポストプロダクション・スタジオの影響が大きいアメリカの放送業界に1035システム（MUSE方式）が受け入れられなかった原因の一つとされている。後のデジタル・ハイビジョンは、総走査線 1,125本 / 有効 1,080本の正方画素を採用している。
  - 走査線数の決定にあたってはPAL・SECAM・NTSCとの変換を考慮、かつCGとの親和性を考慮して、有効走査線数が1,024本を上回るようにしたという。
- インターレース比：2:1
- フィールド周波数：60.00Hz
  - System-M/NTSC互換の59.94Hz（60×1000/1001）ではなく60.00Hzである。これはフィールド周波数50.00HzであるPAL圏との方式変換が容易なように考慮されたものであるが、NTSCとのサイマル放送に難があり、逆にNTSC圏へのMUSE方式（1035システム）の普及を妨げる要因となった。後のデジタル・ハイビジョンでは59.94Hzを採用している。

### MUSE方式の概要
- 映像方式
  - 圧縮対象走査線：1,032本
  - 原始サンプリング周波数：44.55MHz
  - 伝送サンプリング周波数：16.2MHz
  - 時間軸輝度圧縮率：12:11
  - 時間軸色差圧縮率：4:1
  - 色差多重方式：時間軸圧縮多重（TCI）
  - 圧縮方式：フィールド間、フレーム間、ライン間オフセットサンプリング方式
  - 動きベクトル補正：水平±16サンプル（32.4MHzクロック）/フレーム、垂直±3ライン/フィールド
  - 同期信号：デジタルフレームパルス型、正極同期
  - ベースバンド帯域幅：8.1MHz（-6dB）
- 音声方式
  - 多重化方式：垂直帰線期間に3値ベースバンド多重
  - モード：48kHz 16bit（2ch） /32kHz 12bit（4ch：3-1ステレオ）
  - 音声圧縮方式：準瞬時圧伸 DPCM
  - 音声誤り制御：BCH SEC DED
- BSにおける伝送変調方式
  - エンファシス：ノンリニアエンファシス、ゲイン9.5dB
  - 変調極性：正極性
  - 周波数偏移：10.2MHz p-p
  - 占有周波数帯域：27MHz

日本で使える最大の帯域幅は、衛星放送の27MHzである。この変調方式はFM方式であることから、伝送可能なベースバンド信号帯域幅はその1/3の9MHzとなる。一方HDTVのベースバンド映像信号帯域幅は30MHzである。このため映像の圧縮が必要となった。MUSE方式の場合、1フィールドのサンプリングを画素数の半分とし全画素数の1/4とすることでこれを実現した。4フィールドで全画素位置がサンプリングされるが、パターンは各フィールド間で千鳥格子状をしており、五点形サンプリング（quincunx sampling）とも呼ばれる。
静止画の場合は前サンプリングの内容を用いることで補間する。動画の場合も定常的な動きの際には送られて来た動きベクトルデータを基に動き補償を行うことで高解像度を維持している。動きベクトル量の検出ができない不定動作の場合は解像度が低下するが、特に大きな問題とはならない。これは人の目の視力は動いているものを対象にしている時に視力が低下することに因る。色信号については同様のサンプリング処理を行われた後、時間軸圧縮を行う。こうして作られたサンプル値はアナログ伝送される。なお、MUSEはスタジオ規格であるBTA S001とはカラーマトリクスが異なる。その違いは下記の通り。
- スタジオ規格（BTA S001）：Y=0.701G+0.087B+0.212R
- MUSE方式：Y=0.588G+0.118B+0.294R

音声信号はAモードサンプリングレート（標本化周波数）32kHz 量子化語長12bit（4ch：3-1ステレオ方式）/Bモードサンプリングレート48kHz 量子化語長16bit（2ch）を準瞬時圧伸DPCM（Differential PCM）により伝送レートを軽減することによりAモードでは15bitを8bit、Bモードでは16bitを11bitに軽減している。ビット量の軽減はDPCMエンコード時にローカルデコーダを用いて差分値を測定し、変化差分に合わせてレンジビットと呼ばれるスケールを表すビットにより、データが表す音声レベルを決めることによって伝送量を減らす。これらの処理により、音声の伝送レートを1350kbpsとしている。
DPCMは標本化されたデータの差分を伝送する。このために伝送路での障害によりエラーが発生した場合、誤差が蓄積し復号された信号が正しく再現されなくなることがある。これを軽減するためにリーク値と呼ばれる前の差分信号との積分を行うための係数が存在する。リーク値により後続する音声データに蓄積する誤差をリセットすることができる。これらのデジタルデータには誤り訂正符号も付加されており、伝送路で発生したエラーによる聴覚上耳障りとなる雑音を排除する役割を担っている。この音声伝送符号化方式はDANCE（DPCM Audio Near-instantaneous Compressing and Expanding）と名付けられている。

### 視聴に必要な機材
MUSE方式で放映されたハイビジョン放送を視聴ないしは録画するには、受信側でMUSE信号をMUSEデコーダによってデコードするか、もしくはM-Nコンバーターで疑似NTSC信号へ変換しなければ正しい画角および色で表示できない。
ハイビジョン画質の高精細度映像をそのまま視聴するには、BSアナログチューナーとMUSEデコーダの両方が内蔵された「ハイビジョンテレビ（主にブラウン管）」であればBSアンテナを接続するのみで視聴できる。しかしこのハイビジョンテレビは各家電メーカーとも最上級モデルに該当するため、初期の薄型テレビと同じく非常に高価（市販化直後の1989年 - 1990年代前半は100万円台、末期の1999年頃で20 - 40万円台）であった。三洋電機が1992年ごろ販売した「帝王」は、MUSE-NTSC変換デコーダーを内蔵したことにより、アナログハイビジョンを4:3画面（NTSC仕様 よってレターボックス16:9と同じ）に変換して視聴できるシステムを取り入れ、推定8万台を売り上げたとされている。
また、MUSEデコーダは内蔵していないもののハイビジョン対応のコンポーネント端子あるいはD3（1080i）以上のD端子を搭載した高精細度放送対応のテレビでは、内蔵もしくは単体のBSアナログチューナーと単体のMUSEデコーダとを「AFC端子」と「検波端子」に接続した上、コンポーネント端子でテレビに接続することで同様に視聴することができた。
2000年以降に発売されたD3以上のD端子を搭載したテレビでも、BSアナログチューナの各端子からMUSEデコーダーを介してD端子に接続することで敢えてBSアナログハイビジョン（BS9ch）を視聴することも理論上できたが、殆どがアナログハイビジョンの1035iに対応せず1080iで表示するため画角に変動が生じ、放送内容もNHKデジタル衛星ハイビジョンと同一（サイマル放送）となっていたため、W-VHSやハイビジョンLDを現役で併用する者以外では実用性に欠けたものであった。
従来の標準画質（480i）のみ対応のテレビやビデオで視聴する場合、BSアナログチューナーに「M-Nコンバータ」あるいはM-Nデコーダ内蔵のMUSEデコーダを「AFC端子」と「検波端子」の両方に接続することで疑似NTSCで変換出力され、視聴・録画することができた。ハイビジョンテレビによってはM-Nコンバーターを内蔵せず、録画の際には別途M-Nコンバーターが必要な機種もあった。
なお、「検波端子」はアナログWOWOWの視聴時にスクランブル解除用のWOWOW（JSB）デコーダなどと接続する際にも必要となるため、殆どのBSアナログチューナー内蔵テレビには搭載されているが、チューナー内蔵型のビデオデッキの一部やPSXには搭載されていないため接続には注意が必要であった。
「MUSEデコーダー」・「M-Nコンバーター」は「BSデジタルチューナー」の市販化に伴い1999年から2000年にかけて各メーカーで生産が打ち切られた。その後、アナログハイビジョン放送の終了に伴い必然性は大きく薄れているが、数少ないハイビジョンLDの再生にあたってはMUSEデコーダが必要となる。
当初はMUSE方式での有料放送の計画もあり、有料放送を見るために必要な「MUSEデスクランブラー」の発売も予定されていたが、デジタル放送開始などもあり、アナログハイビジョンでの有料放送は実現せず、MUSEデスクランブラーも発売されなかった。

## デジタルハイビジョン

### 概説
NHKはハイビジョンを世界の統一規格にすることを目指し、欧米で精力的な標準化活動を続けたが、政治的その他様々な理由から、日米欧はそれぞれ異なる方式でHDTV放送を行うことになった。
またアメリカではHDTVの開発をデジタル放送方式で行うことになり、ヨーロッパもこれに追従したため、日本でも放送のデジタル化が推進されることとなる（→デジタルテレビ放送）。
このため、HDTVアナログ放送であったBSハイビジョン放送は、使用中の放送衛星であるBSAT-1の設計寿命が尽きる2007年（平成19年）9月30日をもって終了した。
なお、デジタルHDTVであっても、ベースバンドの映像制作・蓄積に於いてはアナログハイビジョンのために開発された技術が使われているため、アナログ時代に制作されたハイビジョンHDTV素材は簡単な処理を経てデジタルハイビジョンで放送可能である。
- アナログハイビジョンであるMUSE方式との間には、ベースバンド信号として、以下の大きな差異がある。
  - フィールド周波数
    - MUSE：60.00Hz
    - Digital HDTV：59.94Hz

  - 有効走査線
    - MUSE：1,035本
    - Digital HDTV：1,080本

  - タイムコード
    - MUSE：NDF（non-drop frame）
    - Digital HDTV：DF（drop frame）

これらの差異は過去の素材を活用する際に、互換性の点で問題になる場合がある。

### デジタルハイビジョン放送
日本において、デジタルハイビジョンの放送用伝送規格としてはISDBが策定・運用されている。衛星放送ではISDB-S、地上波放送ではISDB-Tと呼ばれる。ISDBはあくまでデジタルハイビジョンの放送を含むテレビ放送全般の規格であって、「ISDB=ハイビジョン」という意味ではない。したがってISDBには従来の標準画質規格の放送規格も含まれている。画質（解像度とは別）は伝送レートに依存し、伝送する側（放送局側）の事前の設定次第で変化する。伝送レートの変更（違い）は実際の放送上では概ねチャンネルごと（放送局ごと）程度にまとめられた設定で運用されていて、例えば番組ごととかCMごとにレートが変化するような運用は特別な事情がない限り行われていない。
- BS・CSデジタル放送は主にハイビジョン（通称:2K）での放送であるが、スカパー!の一部の放送局は標準画質での放送となっている。2018年12月より4K・8Kテレビ放送が始まった。
- スカパー!プレミアムサービス（東経124・128度）においても2008年（平成20年）10月1日よりハイビジョン放送が開始された。
- 地上デジタルテレビ放送でも一部チャンネルを除きハイビジョンで放送されている。
  - 標準画質のカメラで収録した番組はアップコンバート（解像度の変換を行い標準画質の映像をハイビジョン信号として放送すること）を行った映像が放送される。これはBSデジタルでも同様。この番組を16:9画面サイズのテレビで見た場合、4:3サイズの映像部分が中心部に表示され両端にサイドパネルが表示される。ただしこの形式の放送信号を4:3画面サイズで見た場合、付加情報で4:3画角情報が付かない場合は額縁のように映る現象が起こる。4:3画角情報が付いた放送信号の場合は両端のサイドパネルが見えない状態までズームされた形で4:3画面全体に表示される。
  - 上記形式以外の16:9画面サイズの映像番組を4:3サイズの標準テレビで見る場合はエッジクロップ（4:3画面サイズになるように両端をカットした状態）形式となるか、上下に黒帯を表示するレターボックス形式での表示となる。表示される映像部分の比率はレターボックス形式が16:9、エッジクロップ形式の場合は14:9か13:9のいずれか。なお、どちらになるかはテレビ受信機側の機能に因る。
- 光放送
- IP放送

## ハイビジョンテレビの種類、仕様、放送規格
ハイビジョンテレビはテレビ受像機（映像機器）の映像を表示する方式（ブラウン管、液晶ディスプレイ、プラズマディスプレイ、リアプロジェクションなど）と、放送規格（アナログ、デジタル）により仕様が異なるので注意を要する。

### デジタルハイビジョンテレビに関するJEITAの定義[8]
ブラウン管方式の場合、1125i（有効走査線1080i）および750p（有効走査線720p）をフルデコードして、1125iまたは750pで表示できることが条件となる。しかしながら民生品のブラウン管テレビにおいては電子線を高精度に走査することを長期間にわたって維持することは困難であるため、一般にオーバースキャンが行われている。このため送られてくる映像のうち上下左右の端は画面の表示領域外に追い出されており、画面に表示されているものは送られてきた映像のうち9割ほどである。なお、ブラウン管のスリット数は必ずしも横方向の解像度を表すものではない。
液晶ディスプレイやプラズマディスプレイなど固定画素方式の場合、1125iおよび750pをフルデコードして垂直画素数650以上で表示できることが条件となる。このため、ハイビジョン信号の表示が可能なXGAパネル（1024×768 正方画素）を搭載したテレビはハイビジョン映像入力時にはレターボックス表示により、映像部分の実質解像度は1024×576相当になるため「垂直画素数650以上」を満たしておらず、フルデコード対応デジタル放送チューナを内蔵していてもデジタルハイビジョンテレビの定義からは外れることになる。
デジタルハイビジョン放送では画素数 1920×1080（横×縦、正方形画素）または1440×1080（横長の長方形画素）が主流である。画素数が1366×768あるいは1280×720のパネルもハイビジョンパネルと称してはいるが、1080iを表示する際には画素数を約半分に減らすスケーリング処理が行われる（この際にオーバースキャン処理が行われることがある）。画素数が1920×1080以上のハイビジョンパネルは、1080iをスケーリングすることなくドットバイドット（Dot by Dot）での表示が可能である（多くの場合デフォルトはオーバースキャンになっているため、ユーザーがドットバイドットに切り替える必要がある）。これらのパネルもしくはこれを採用した機種はフルを付けてフルHD、フルハイビジョン、フルスペックハイビジョン等と呼称されることが多いが「解像度だけを以てフルスペックと呼んでいいのか」等について議論があることから統一された呼称は定義されていない。
表示領域はメーカー間で異なるだけでなく、同一メーカー内でも統一されていない。また、同じテレビであっても表示している映像の明るさによって表示領域が大きく変動してしまうこともある。
なお、デジタルチューナーは搭載しているが、表示においてハイビジョンの条件を満たしていない場合は単なる「デジタルテレビ」となる。パネルの解像度が640×480または854×480であるにもかかわらずデジタルチューナー内蔵を以ってハイビジョンテレビと呼んでいる場合もあるが、これは誤りである（店頭POPにこのような誤りが多い）。そして、デジタルチューナーは未搭載であるが表示においてハイビジョンの条件を満たしている場合は一般的には「デジタルハイビジョン対応テレビ」という、やや紛らわしい表現が使われる。

### アナログ・デジタル放送規格
総走査線数が1,125本で同じであっても放送局からの映像のある有効走査線数はアナログハイビジョンでは1,035本（1035i）、2000年（平成12年）12月1日開始のBSデジタル放送からのデジタルハイビジョンでは1,080本（1080i）と異なる。有効走査線数以外の放送の規格もアナログハイビジョンと衛星放送（BS/CS）のデジタルハイビジョン・地上デジタルハイビジョンとは異なる。
この放送規格の違いから、テレビ製造メーカーは1999年（平成11年）までに発売されたアナログハイビジョンテレビはデジタルハイビジョン放送規格が設定される前のためデジタルハイビジョンチューナーからの入力に対応しないと説明する。現実には、デジタルハイビジョンチューナー側で「1125i固定」（標準画質もすべて1125iに変換）に設定することでアナログハイビジョンテレビでもコンポーネント端子接続で1125i固定で受像され使用可能である。ただしアナログハイビジョンテレビでは前述のように表示走査線数が少ないので、フル画像を表示させるために表示走査線数の調整が望ましい。